# Bessos
Bessos (¿?-329 a. C.) fue un noble persa, sátrapa de Bactria y asesino y sucesor de Darío III. Reinó con el nombre de Artajerjes V entre julio de 330 a. C. y finales de verano del 329 a. C.

## Contexto histórico
En el verano del 331 a. C., Bessos comandaba las tropas bactrianas como sátrapa. Esto necesariamente significa que era un noble muy importante y que probablemente estaba emparentado con el rey aqueménida Darío III, porque el sátrapa de Bactria, al norte del actual Afganistán, normalmente era el primero en la línea sucesoria, el mathišta (un príncipe de la corona habría gobernado Bactria un par de años y un rey sin hijos adultos habría nombrado para esta satrapía a un hermano). El parentesco o relación exacta entre Darío y Bessos no está clara.
El 1 de octubre del 331 a. C., el rey macedonio Alejandro Magno derrotó al ejército persa en la Batalla de Gaugamela. Durante el invierno, Darío se refugió en Ecbatana junto a su sátrapa Atropates, tratando de reclutar un nuevo ejército. Para ello ordenó a sus sátrapas enviar refuerzos, pero estos nunca llegaron. Se desconoce por qué.

## Traición
A la llegada de Alejandro, Darío se vio entonces obligado a huir a las satrapías del este, que eran famosas por sus arqueros montados. Si llegaba a Bactria, podría ponerse a salvo. Sin embargo, Bessos, Barsaentes (sátrapa de Aracosia y Drangiana) y Satibarzanes (sátrapa de Aria) vieron la situación de forma diferente. Si permanecían leales a su rey, el ejército macedonio invadiría sus satrapías. En cambio, si arrestaban a Darío y lo entregaban a los invasores, no habría más guerra porque era improbable que los macedonios estuvieran interesados en territorios tan alejados, donde se verían forzados a renovar sus estrategias de guerra.
Así pues, arrestaron al rey cuando estaba en Partia. Probablemente querían entregarlo a Alejandro, pero para el rey macedonio esto era inaceptable. Si ejecutaba al prisionero, sus súbditos persas no serían nunca leales a la dominación macedonia, y si en cambio le perdonaba la vida, tendría que enfrentarse a grupos de resistencia persa. Para evitar tratar con los enemigos de Darío, Alejandro y su caballería marcharon al este, sembrando el terror entre Bessos y sus hombres. A inicios de julio del 330 a. C., Darío fue ejecutado y sus asesinos huyeron a Bactria.

## El rey Bessos
La actuación de Bessos, aun siendo totalmente desleal, podría ser considerada razonable. El arresto y extradición de Darío podrían haber sido decisivos para salvar las satrapías del este, excepto por el hecho que Alejandro ya había decidido permanecer en Asia. Otros invasores habían dejado anteriormente el Imperio aqueménida, pero esta no era la idea del macedonio.
Si Bessos se hubiera rendido en ese momento del conflicto, se habría convertido probablemente en uno de los cortesanos más respetados de Alejandro (los otros asesinos, Satibarzanes y Barsaentes, fueron perdonados inicialmente). Sin embargo, tras pocas semanas, Bessos se autoproclamó rey tomando el nombre de Artajerjes V. Esto fue un grave error, ya que Alejandro se consideraba él mismo el rey legítimo de Persia, por lo que tenía que atacar a Bessos. De hecho, fue Bessos con esta actuación quien dio el pretexto definitivo a Alejandro para continuar su marcha hacia el este.

## El fin de Bessos
Bessos trató de defender Bactria, y de hecho obligó a Alejandro a tomar una ruta alternativa por Drangiana, Aracosia y Gandara. En la primavera del 329 a. C., Alejandro cruzaba las montañas del Hindu Kush, que Bessos había dejado desguarnecidas creyendo que sólo un loco se atrevería a atravesarlas tan pronto llenas aún de nieve y hielo. Este error fue decisivo.
Bessos fue completamente sorprendido y se retiró al norte, a través del río Oxo. Trató posteriormente de impedir que los macedonios cruzaran el río incendiando todos los barcos disponibles, pero los invasores construyeron balsas y a los cinco días estaban ya al otro lado en el sudeste del actual Turkmenistán. Alejandro capturó fácilmente la capital de Bactria, Bactra. Ni las montañas, ni el desierto entre la ciudad ni el río mismo fueron obstáculos insalvables para los macedonios. Los persas, asombrados por estas hazañas, perdieron coraje, lo que indujo a los cortesanos Espitamenes y Datames a arrestar a su líder entregándolo a Ptolomeo, general, amigo y futuro biógrafo de Alejandro.
Alejandro mutiló cruelmente a Bessos al cortarle orejas y nariz. Esto era una práctica chocante para los griegos y macedonios, pero era lo que Alejandro, como rey persa, tenía que hacerle a un regicida. Dos siglos antes, Darío I había ordenado el mismo trato a Fraortes, rebelde medo, lo que se explica en la inscripción de Behistún. La automutilación de Zópiro, también en tiempos de Darío I, demuestra que estas cosas no eran infrecuentes.
Según Curcio Rufo, tras la mutilación, Bessos fue entregado al hermano de Darío, Oxatres. Alejandro le ordenó marchar con el prisionero hasta el lugar donde había asesinado a Darío, crucificarlo, asaetearlo y mantener alejados después a los buitres. Esto era para un zoroastriano un hecho desagradable, pues éstos creían que los muertos debían ser devorados por los pájaros. Según Plutarco, el castigo fue el descuartizamiento por medio de dos árboles a los que quedaron atadas sus extremidades.
| Predecesor: Darío III | Rey de Persia 330 a. C.-329 a. C. | Sucesor: Alejandro Magno |